# John Lieswyn
John Lieswyn (Boulder (Pittsburgh), 18 augustus 1968) is een Amerikaans wielrenner.

## Belangrijkste overwinningen
1989
- Eindklassement Ronde van de Gila

1995
- 6e etappe Regio Tour

2000
- 5e etappe Tour de Toona
- 3e etappe Deel A Herald Sun Tour

2001
- 2e etappe Herald Sun Tour
- 1e etappe Tour of Southland

2002
- Copa América de Ciclismo

2003
- 3e etappe Redlands Bicycle Classic
- 1e etappe GP de Beauce
- Eindklassement GP de Beauce

2004
- 3e etappe Tour de Toona
- 3e en 4e etappe Tobago International
- Eindklassement Tobago International

2005
- 2e etappe Nature Valley Grand Prix, Mankato (USA)
- Eindklassement Nature Valley Grand Prix (USA)

## Resultaten in voornaamste wedstrijden
| Jaar |  | WK op de weg |
| ---- |  | ------------ |
| 2005 |  | 86e          |